# Pterocactus
Pterocactus K.Schum. è un genere di piante della famiglia delle Cactacee.
Il nome del genere deriva dal greco pteron, "ala", in riferimento ai semi di queste piante, che si presentano appunto alati.

## Distribuzione e habitat
Il genere è diffuso in Cile e Argentina.

## Tassonomia
Comprende le seguenti specie:
- Pterocactus araucanus Castell.
- Pterocactus australis (F.A.C.Weber) Backeb.
- Pterocactus fischeri Britton & Rose
- Pterocactus gonjianii R.Kiesling
- Pterocactus hickenii Britton & Rose
- Pterocactus megliolii R.Kiesling
- Pterocactus neuquensis R.Kiesling, E.Sarnes & N.Sarnes
- Pterocactus reticulatus R.Kiesling
- Pterocactus tuberosus (Pfeiff.) Britton & Rose
- Pterocactus valentinii Speg.